# 524-й винищувальний авіаційний полк (СРСР)
524-й винищувальній авіаційний полк (рос. 524-й истребительный авиационный полк) — полк за часів Другої світової війни, що діяв у складі ВПС СРСР.

## Історія
Полк сформовано в серпні 1941 року на аеродромі Сейм в Горьковської області на базі 189-го винищувального авіаційного полку та 239-го винищувального авіаційного полку. 
Бойові дії почав 13 жовтня 1941 року в складі ВПС 7-ї Окремої армії у Південній Карелії.
Розформований у квітні 1943 року.

## Матеріальна частина полку
| Дата                    | Тип літака |
| ----------------------- | ---------- |
| 08.1941 - 19.04.1943    | ЛаГГ-3     |
| 30.10.1941 - 19.04.1943 | І-16       |
| 11.1941-19.04.1943      | Як-1       |
| 11.1941-27.2.1943       | І-153      |
| 08.1941 - 19.04.1943    | УТІ-4      |
| 08.1941 - 19.04.1943    | У-2        |

## Бойова діяльність полку у часи Другої Світової воїни
| Період                  | Бойові вильоти | Кількість повітряних боїв | Збито ворожих літаків | Втрати (літаки / пілоти) |
| ----------------------- | -------------- | ------------------------- | --------------------- | ------------------------ |
| 13.10.1941 - 28.02.1943 | 2454           | 59                        | 23                    | 20/17                    |

## Командири полку
| Період                | Командир полку                          |
| --------------------- | --------------------------------------- |
| 08.1941 - 08.01.1942  | майор Косенко Василь Васильйович        |
| 08.01.1942-05.03.1943 | генерал - майор Лакєєв Іван Олексійович |